# Подрядчик из Норвуда
«Подря́дчик из Но́рвуда» (англ. The Adventure of the Norwood Builder) — один из 56 рассказов Артура Конан Дойля о Шерлоке Холмсе.
Первая публикация в «Collier's Weekly» в декабре 1903 года, затем в «The Strand Magazine» в декабре 1903 года.

## Сюжет

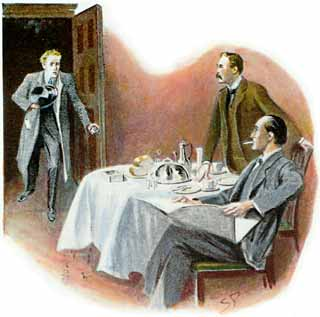
Макфарлейн в гостях у Холмса и Уотсона

Завязка сюжета начинается с визита к Шерлоку Холмсу Джона Гектора Макфарлейна, которого обвиняют в убийстве подрядчика Джонаса Олдейкра из Лоуэр-Норвуда. При знакомстве с Макфарлейном Шерлок Холмс устанавливает, что он масон, адвокат, холост, и что у него астма.
Следом за Макфарлейном появляются полицейские во главе с инспектором Лестрейдом, которые хотят его арестовать. Его подозревают в убийстве Олдейкра, так как на складе рядом с домом Олдейкра накануне был пожар, а как раз перед этим хозяин дома неожиданно завещал Макфарлейну всё свое состояние, после чего они вместе разбирали бумаги Олдейкра. В сгоревшем складе обнаружены обгоревшие кости, а в спальне Олдейкра — окровавленная трость Макфарлейна.
Холмс посещает мать Макфарлейна, и узнаёт, что Олдейкр в молодости сватался к ней, но получил отказ, после чего затаил на неё злобу. Затем Холмс осматривает дом Олдейкра, но не может найти доказательств невиновности Макфарлейна.
На следующий день торжествующий Лестрейд демонстрирует Холмсу обнаруженное им, как ему кажется, новое неопровержимое доказательство — кровавый отпечаток большого пальца Макфарлейна на стене. Однако Холмс после этого неожиданно приходит в хорошее настроение — накануне он внимательно осмотрел стену, и никакого отпечатка на ней не было.
Сравнив длину коридоров первого и второго этажей, Холмс устанавливает, что в доме, возможно, есть потайная комната. Холмс с помощью полицейских разыгрывает пожар в доме. На крики о пожаре из фальшивой стены выбегает Джонас Олдейкр, которого тут же задерживают. Выясняется, что, переведя деньги на подставное лицо — некоего «Корнелиуса» — он решил одновременно отомстить матери Джона Макфарлейна и избавиться от долгов, в связи с чем и разыграл убийство и пожар.
Таким образом, Шерлок Холмс спас от виселицы невиновного, а также карьеру инспектора Лестрейда.

## Спектакли и экранизации
В 1985 году в телесериале «Приключения Шерлока Холмса» рассказ был экранизирован. Кроме того по рассказу был поставлен аудиоспектакль «Триумф Скотланд-Ярда».